# 6330 Koen
6330 Koen eller 1992 FN är en asteroid i huvudbältet som upptäcktes den 23 mars 1992 av de båda japanska astronomerna Kazuro Watanabe och Kin Endate vid Kitami-observatoriet. Den är uppkallad efter japanen Koen Yanagiya.
Asteroiden har en diameter på ungefär 3 kilometer.